# Hampstead Heath
Hampstead Heath è un grande spazio verde pubblico nella zona nord della città di Londra. Copre all'incirca un'area di 3,2 km² formata da boschi antichi, stagni e laghetti in cui è possibile fare il bagno e pescare. Una parte del parco è considerata sito di interesse scientifico e naturalistico.
Il nome del parco deriva di Hampstead, il quartiere prossimo al sud, e heath, che in inglese significa landa. Nel dialetto Cockney Hampstead heath, per la rima di "teeth" con il secondo termine del nome, significa "denti".

## Storia
Una piccola porzione di terra era proprietà del feudo di Hampstead, mentre il resto faceva parte del terreno coltivato intorno a Kenwood House.
Dal 1808 al 1814 il luogo ha ospitato un centro telegrafico che metteva in collegamento la sede dell'ammiragliato di Londra con il porto di Great Yarmouth.
Nel periodo in cui visse con la famiglia a Londra, Karl Marx venne regolarmente la domenica a pranzare in mezzo alla natura di Hampstead Heath.
Pochissimi sanno che è qui ipotizzata la collocazione del sepolcro della regina Budicca, principessa che condusse il suo popolo nella lotta contro l'invasione dell'Inghilterra da parte delle legioni di Roma. L'ipotesi è tuttavia di scarso valore storico, dal momento che recenti scavi hanno dimostrato che sottoterra non si trovano resti di età romana.

## Galleria d'immagini

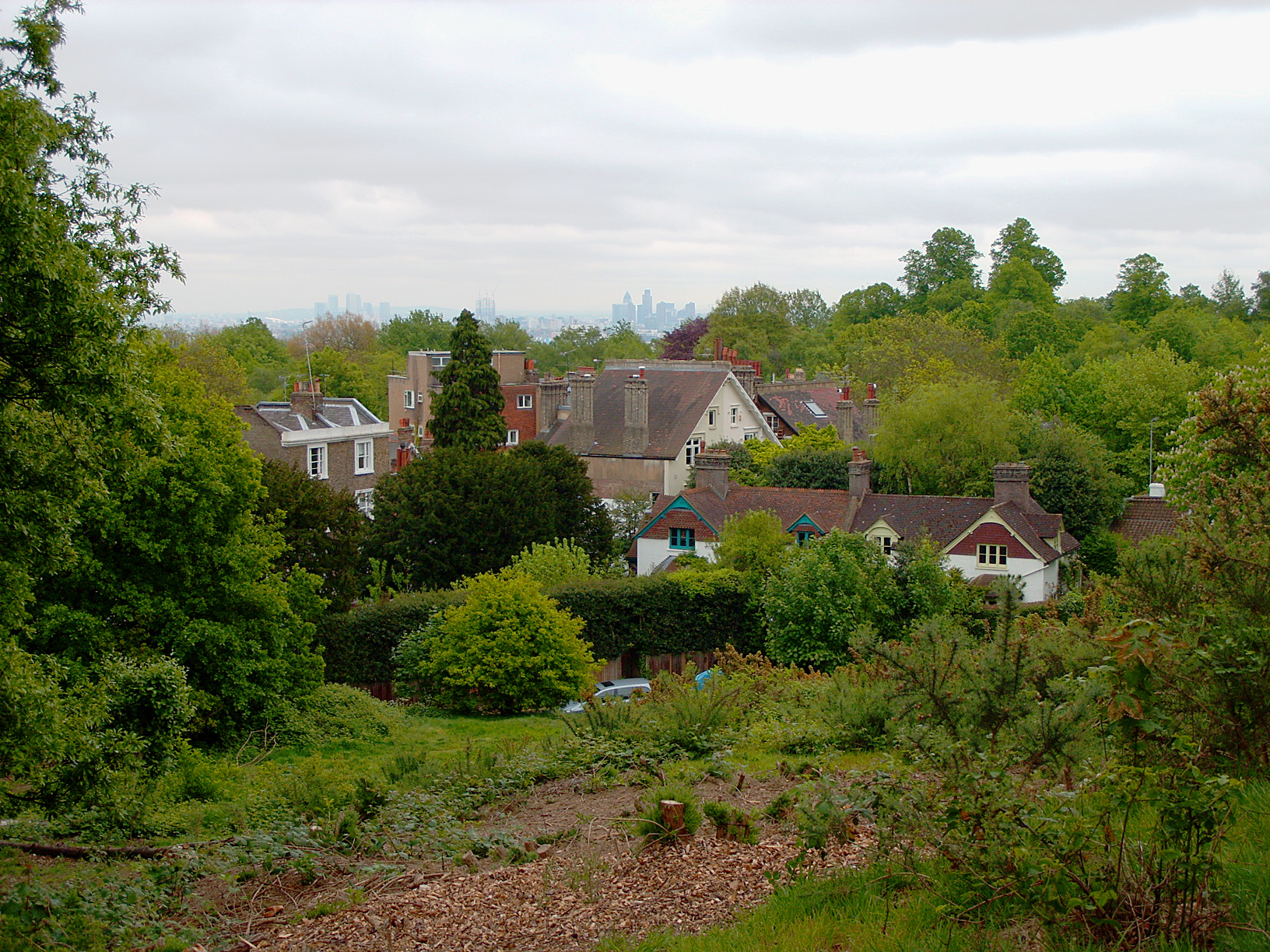
La Vale of Health
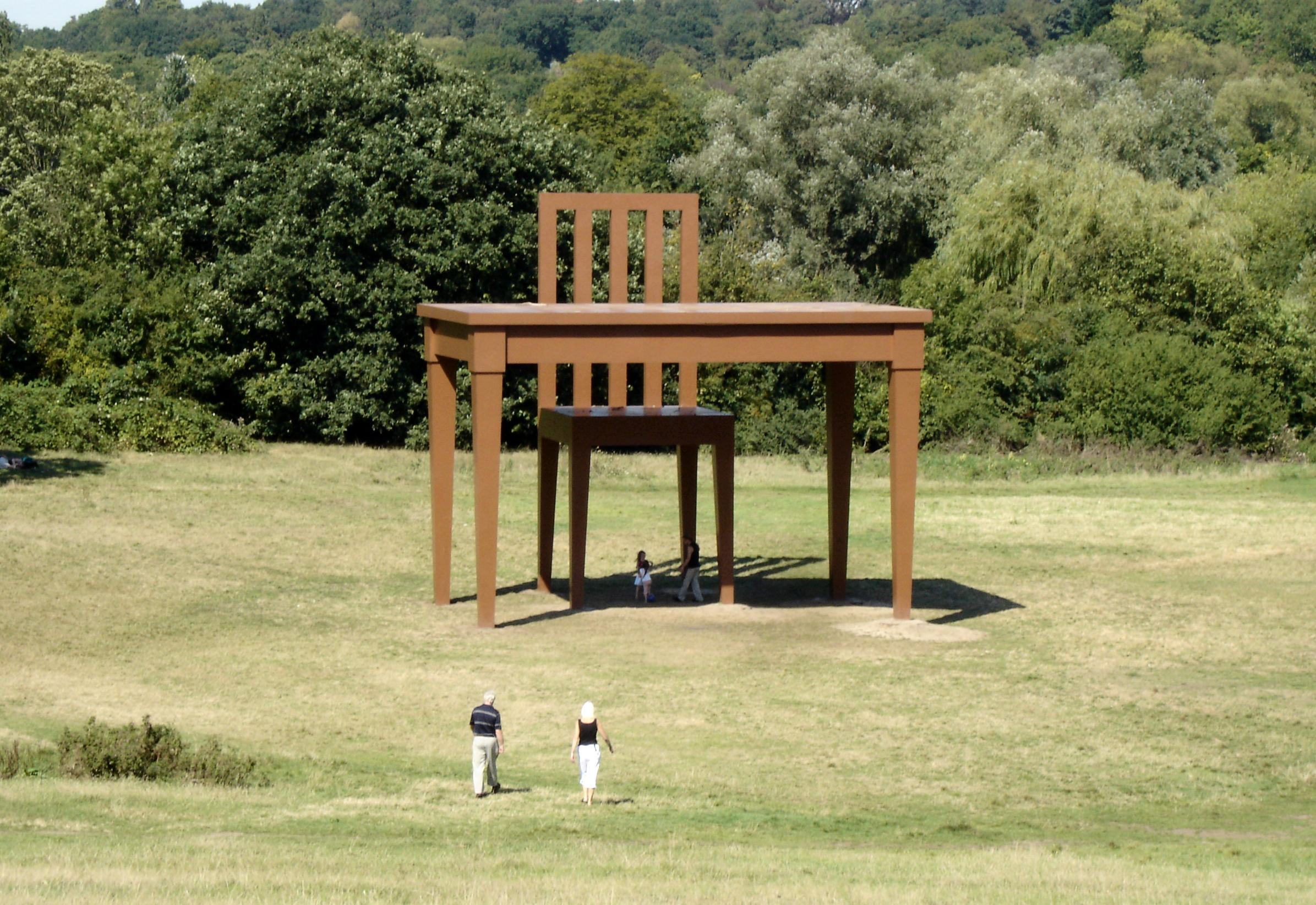
The Writer
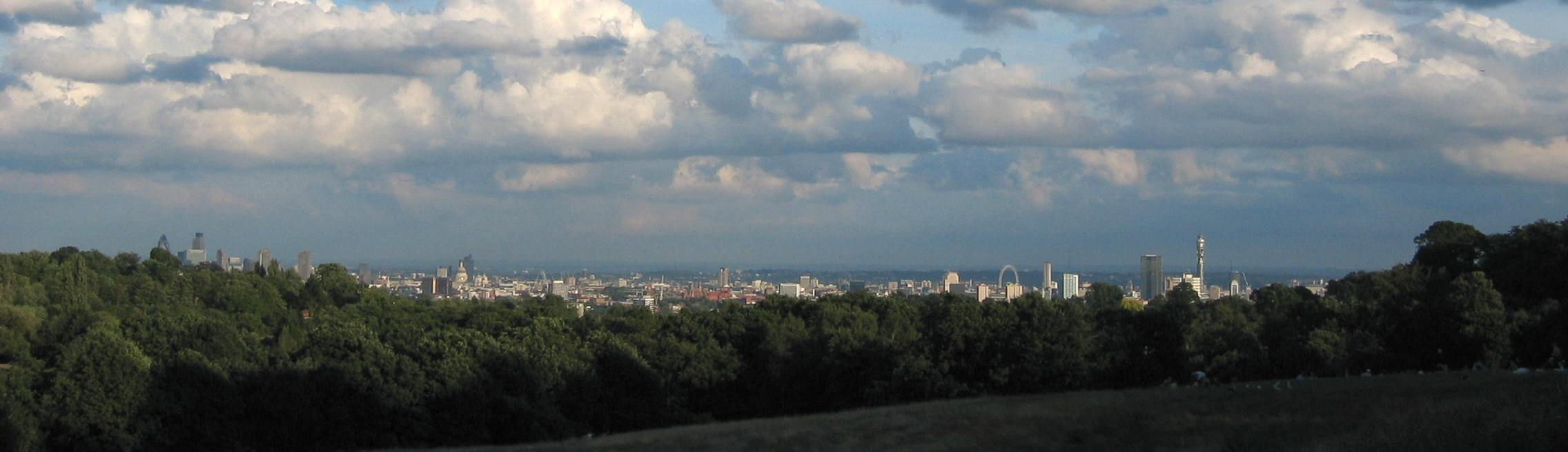
Skyline di Londra da Hampstead Heath